# DIA
DIA (Distribuidora Internacional de Alimentación) és una cadena de supermercats espanyola de maxi-descompte. Compta amb 3700 establiments, 26 locals de distribució i 22.000 treballadors. És present a Espanya, Grècia, Turquia (DiaSA), la Xina (Dia% 道亚天天), el Brasil, i l'Argentina sota el nom de Dia. A Portugal, sota el nom de Minipreço; i a França, amb el nom d’Ed.
El 2011 va començar a cotitzar a la borsa espanyola.
El 10 de desembre del 2018 el Comitè Assessor Tècnic de l'Ibex es reuní per decidir si la cadena DIA havia, o no, d'abandonar el grup de les 35 empreses amb més liquiditat que cotitzen en borsa, i arribà a la conclusió que havia d'abandonar el parquet espanyol.
El 5 de febrer de 2019 l'inversor rus Mikhaïl Fridman, a través de la seva empresa LetterOne, llança una OPA pel control de l'empresa, on fins aleshores només en controlava el 29%. Una vegada acabada la OPA, Fridman controla el 70% de les accions i ha realitzat una sèrie d'ajustaments amb un pla de tancament de tendes deficitàries i canvis en la cúpula directiva.
El 2024 comptava amb 5.000 botigues que donen feina a unes 30.000 persones. A Espanya representa un 60% del seu negoci. Durant el 2023 es va desfer de la seva cadena de drogueries Clarel.